# OHV

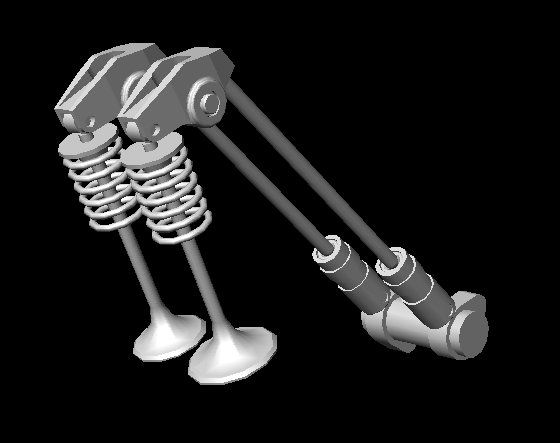
Elementy składowe systemu sterowania zaworami przez popychacze

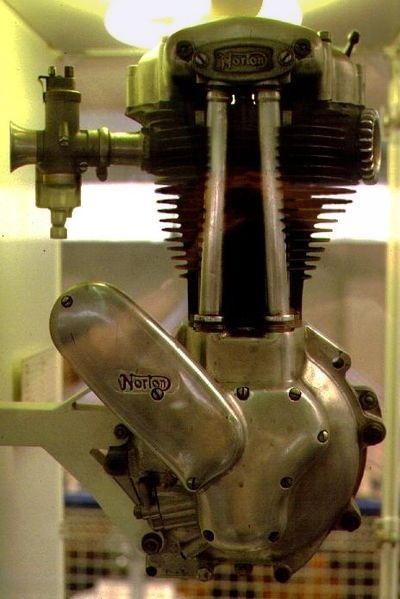
Silnik OHV motocykla Norton

OHV (od ang. overhead valves, górne zawory) – oznaczenie rodzaju rozrządu silników tłokowych, w których wałek rozrządu umieszczony w bloku silnika steruje, przez popychacze, zaworami znajdującymi się w głowicy cylindrów. 
Jest to rozrząd górnozaworowy (tzw. zawory wiszące). 
Obecnie układ ten wyparty został przez rozrząd OHC. 
Używany jest jeszcze sporadycznie w pojazdach produkowanych w Ameryce Północnej.

## Zasada działania
W czasie obrotu wałka rozrządu podnoszony jest za pomocą krzywki popychacz zaworowy. Wprawiony w ruch, przekazuje swoją energię poprzez laskę (drążek) na śrubę regulacyjną umieszczoną w dźwigni zaworu. Dźwignia działa na trzonek zaworu (wykonując ruch wahadłowy), który następnie otwiera lub zamyka wlot do kanałów dolotowych. Zawory dociskane są do swoich gniazd sprężynami. Gniazda zaworów oraz prowadnice, w których te zawory pracują, znajdują się w głowicy silnika. Rozwiązanie to utrudnia instalację więcej niż dwóch zaworów na cylinder.
Mała odległość wałka rozrządu od wału korbowego pozwala na skrócenie drogi przeniesienia napędu. Silniki OHV charakteryzują się skomplikowanym napędem zaworów, wskutek czego masa ruchomych elementów układu rozrządu jest większa, co pociąga za sobą wzrost siły bezwładności. Z powodu rozbudowanego układu rozrządu praca silnika jest głośniejsza niż w przypadku konstrukcji OHC; dodatkowo układ wymaga częstszej regulacji luzu zaworów (nie dotyczy to silników z popychaczami hydraulicznymi).